# Liga de la Injusticia
La Liga de La injusticia (en inglés Injustice League) es el nombre de tres equipos de ficción de supervillanos en el universo de DC Comics.

## Historia del equipo

### Liga de la Injusticia Original
La Liga de la injusticia original fue la creación del conquistador interplanetario, Agamemno. Aburrido de su dominio, se dispuso a conquistar la Tierra y sus defensores, la Liga de la Justicia. Ayudado por Kanjar Ro, Agamemno contacto con Lex Luthor y otros villanos que reclutó a su causa.
Agamemno construyó una máquina, la cual podía cambiar las mentes de los villanos por los de la Liga de la Justicia. Tras la ausencia de la Liga, otros héroes de la edad de plata volvieron para hacerle frente a los villanos. Finalmente, Green Lantern usó el poder de la batería central de Oa y un arma Thanagariana para revertir el cambio de mentes.
Después de haber pasado tiempo en los cuerpos de sus enemigos, los villanos conocieron las verdaderas identidades de los héroes. Para recuperarse del suceso, la Liga utilizó el poder H-Dial, un alien de Robby Reed, para transformarse en héroes totalmente diferentes. Luego, usando su anillo de poder a través del "Absorbascon", Linterna Verde elimina todo conocimiento de las identidades secretas de las mentes de los villanos.

#### Miembros
- Yeipi
- Agamemno
- Lex Luthor
- The Joker
- Black Manta
- Sinestro
- Poison Ivy
- Chronos
- Catwoman
- Félix Fausto
- Deathstroke
- The Key
- Bizarro
- Doctor Luz
- Mr. Element
- The Penguin
- Harley Quinn
- Scarecrow
- Two-Face
- Reverse Flash
- Bane
- Cheetah

### Liga de la Injusticia Internacional
La segunda Liga de la Injusticia fue creada por el artista Keith Giffen durante su paso por el cómic de Liga de la Justicia Internacional. Esta nueva Liga se compone de Cluemaster, Major Disaster, Clock King, Big Sir, Multi-Man y Mighty Bruce. Este equipo se muestra un tanto humorístico debido a su poco éxito en sus acciones, ya que todas ellas terminan con fallos humorísticos. Más adelante Maxwell Lord envió a la Antártida, al incompetentes Linterna Verde G'nort y a su némesis Scarlet Skier, para convertirse en Liga de la Justicia Antártida. Fue hecho con el fin de deshacerse de ellos, pero el equipo tendría su sede destruida por los pingüinos mutantes.
Después que Giffen tomará la serie, el equipo se ofreció de voluntario para unirse al Escuadrón Suicida. En su primera misión, Big Sir y Clock King fueron asesinados, Multi-Man recibió un disparo en la cabeza (pero sobrevivió gracias a sus poderes) y Cluemaster resultó gravemente herido.

#### Miembros
- Big Sir
- Clock King
- Multi-Man
- Cluemaster
- G'nort
- Major Disaster
- Mighty Bruce
- The Scarlet Skier

### Liga de la Injusticia Ilimitada
Lex Luthor y The Joker formaron la "Liga de la injusticia Ilimitada" (ILA por sus siglas en inglés) uniendo a los villanos más astutos, fuertes y ágiles con el objetivo de conquistar los Estados Unidos y el Mundo. Durante la historia, la Liga de la Injusticia logra dividir a la JLA con engaños y tretas para que al final sean fácilmente capturados. Sin embargo, después de la captura de la mayoría de los héroes, Batman se da cuenta y le advierte a Superman y Wonder Woman pero no le creen por su repentina salida de la Liga; Batman no lo podía creer así que buscó por su cuenta a los desaparecidos. A los días siguientes Superman y Wonder Woman habían sido capturados.
Batman encuentra la guarida donde tenían aprisionados a la mayoría de sus compañeros, esta era el viejo Arkham Asylum el cual había sido abandonado. Después del escape la JLA contraataca y se sucitan diversas batallas en las respectivas ciudades de cada héroe. Algunos de los villanos escapan pues iban en pequeños grupos para no ser vencidos, pero el resto de los villanos que no lograron escapar son llevados ante Amanda Waller y el Escuadrón Suicida quienes planeaban llevarlos a la isla-prisión de Santa Prisca y ahí pagar una condena "Salvation Run".
Después de la batalla Amazo, Bizarro, Black Adam, Sinestro y los Renegados (Heat Wave, Captain Cold, Weather Wizard, Abra Kadabra y Mirror Master)se reúnen para sacar de Santa Prisca a sus compañeros y así reorganizar la Liga de la Injusticia pero son descubiertos por la JLA quienes los capturan y los llevan a Santa Prisca para que también cumplan su condena.
Se puso en duda el propósito que tenía Lex respecto a la creación de la ILA pues en realidad tenía un objetivo secreto, el cual era postularse como candidato a la Presidencia de los E.U.A. es por ello que no pudo haber sido capturado, a la vez de que no participó en ninguna pelea.

#### Miembros
- Lex Luthor - Fundador
- The Joker - Fundador
- Cheetah I (Barbara Minerva) - Co Miembro
- Doctor Luz (Arthur Light) - Co Miembro
- Catwoman (Selina Kyle)
- Fatality - Co Miembro
- Gorilla Grodd - Co Miembro
- Killer Frost (Louise Lincoln) - Co Miembro
- Parásito - Co Miembro
- Poison Ivy - Co Miembro
- Shadow Thief - Co Miembro
- Amazo
- Black Manta
- Black Spider (Derrick Coe)
- Body Doubles
- Cerebro
- Cheshire
- Clayface (Basil Karlo)
- Deathstroke
- Doctor Sivana
- Effigy
- Girder
- Giganta
- Hammer & Sickle
- Hiena
- Iron Cross (Aryan Brigade)
- Jewelee
- Jinx
- The Key
- Killer Croc
- Lady Vic
- Major Force
- Magenta (DC Comics)
- Mammoth
- Manticore
- Metallo
- Sr. Frío
- Mister Terrible
- Monsieur Mallah
- Nocturna
- Phobia
- Prankster
- Psimon
- Queen Bee
- Rag Doll
- Scarecrow
- Shaggy Man
- Shimmer
- Shrapnel
- Skorpio
- Sonar (Bito Wladon II)
- Doctor Ivo Morrow
- Tar Pit
- El Juguetero (Toyman)
- Tremor
- Two-Face
- Volcano Man
- Warp
- Bizarro
- Black Adam
- Bolt
- Captain Cold
- Chemo
- Circe
- Despero
- Doctor Psycho
- Double Dare
- Felix Faust
- Granny Goodness
- Icicle (Cameron Mahkent)
- Lion-Mane
- Merlyn
- Mongul I
- Sinestro
- Solomon Grundy
- Validus
- Flash Reverso (Líder Principal)

### Los Nuevos 52
Durante Forever Evil el argumento parte de The New 52 (reinicio del universo de DC Comics), Lex Luthor forma la liga de la injusticia con los villanos que resistieron el Sindicato del crimen con el fin de llevarlos hacia abajo.

#### Miembros
- Lex Luthor - Fundador
- Bizarro
- Black Adam
- Black Manta
- Captain Cold
- Catwoman
- Deathstroke
- Sinestro

## Apariciones
Primera Liga de la Injusticia
- Edad de Plata: Los archivos secretos y orígenes de
- Edad de Plata # 1= 12 años
- Edad de Plata: Showcase = 12 años
- Edad de Plata 80-Pages = 12 años

Tercera Liga de la Injusticia
- Liga de la Justicia de boda Especial
- Justice League of America v2 # 10-15 años

## En otros medios

### Televisión
- La Liga de la Injusticia apareció en el episodio "The Injustice" en la serie Smallville con Livewire alias Leslie Willis, Neutron alias Nathaniel Tryon, Plastique alias Bette Sans Souci y Parasite, los cuales buscaban a Doomsday. Cuando Tess Mercer se hizo cargo de LuthorCorp, cerro Black Creek y muchos metahumanos escaparon de allí. Ella empezó a reclutar a muchos de ellos para formar un equipo de héroes de la tierra, en primer lugar, trató de reclutar a Bette Sans Souci, pero el autobús en el que iba para reunirse con Tess estalló antes de poder unírsele. Cuando Randy Klein empezó a matar gente para emular los asesinatos de Doomsday, fue detenido por Clark Kent y detenidos cuando Tess envió a su asistente Eva para chantajearlo para que se le uniera a cambio de no proporcionar pruebas que lo incriminaran como el asesino en serie. Neutron es asesinado por Doomsday, mientras que Livewire, que estaba con él, sobrevive. Se les exige abandonar el grupo, por lo que Parasite roba sus poderes. Tess luego los empieza a matar debido a un chip explosivo implantado en sus cráneos. Cuando Clark lo descubre, se lo dice a Parasite y a Plastique, ellos se las arreglan para desactivar los chips y tratar de formar su propio grupo de delincuentes. Sin embargo son derrotados por Green Arrow y Clark.
- La Liga de la Injusticia aparece en el episodio de Justicia Joven, "Revelación".[4] Sus miembros incluyen Count Vertigo, Poison Ivy, Black Adam, Wotan, Atomic Skull, Ultra-Humanite y Joker. Desatan monstruos de plantas gigantes (modificados por Kobra Venom) en las principales ciudades del mundo. El equipo se monta por la cábala secreta de supervillanos más conocida como la Luz (Proyecto Cadmus, Consejo de Administración que consisten en Vandal Savage, de Ra al Ghul, Lex Luthor, el primer Bialyan Queen Bee, Ocean Master, el Cerebro, y Klarion the Witch Boy) para actuar como el tipo de caída para ellos, lo que se logra después de que la Liga de Injusticia es derrotada. La Liga de la Justicia y el Equipo operan bajo la creencia de que las acciones de los otros villanos simplemente continúan los planes de la Liga de Injusticia hasta el penúltimo episodio de la temporada, "Sospechosos habituales". Esta es la primera encarnación de la Liga de Injusticia que en realidad se conoce como tal, ya que todas las apariciones anteriores podrían ser fácilmente consideradas como la Pandilla de Injusticia o la Sociedad de Injusticia.
- La Liga de la Injusticia apareció en el episodio n° 1x18 - "Injusticia para Todos", episodio n° 2x17 - "Sociedad Secreta" en la serie La liga de la Justicia.

### Cine
- En una escena poscréditos de Liga de la Justicia (2017), Lex Luthor, en una conversación con Deathstroke, menciona que Superman volvió de la muerte y ahora es parte de un equipo de superhéroes y sugiere a Slade que deberían formar una "liga propia".

### Serie web
- En el estreno de la temporada 2 de Harley Quinn, se funda Injustice League para tomar el control de Gotham City después de que Joker la destruyera y dividiera lo que quedaba entre ellos. Los miembros de esta iteración consistieron en Bane, Riddler, Penguin, Mr. Freeze y Two-Face. Después de que Harley interfiere con sus planes, intentan negociar la paz con ella, pero ella no está de acuerdo con ellos, por lo que la congelan y la exhiben en el Iceberg Lounge de Penguin. Más tarde se libera y asesina a Penguin. Durante el resto de la temporada 2, Harley y su equipo continúan luchando y derrotando a la Liga de la Injusticia uno por uno. En "Riddle U", capturan a Riddler después de enterarse de que su territorio tiene energía y agua potable, y lo usan para alimentar su guarida del centro comercial. En "Thawing Hearts", el Sr. Frío se sacrifica para curar a su esposa. En "No hay otro lugar a donde ir más que abajo", Harley e Ivy derrotan a Bane mientras el comisionado Gordon derrota y encarcela a Two-Face.

### Videojuegos
- La Liga de la Injusticia apareció en Lego DC Super-Villains como el foco central del juego.[5]

### Varios
- En el episodio de Dinamita, el perro maravilla, "The Injustice League of America", los enemigos del Halcón Azul, Gusano, Queen Hornet, Lowbrow, Superthug, Fishface y Gimmick unen fuerzas para formar la Liga de la Injusticia de América (que no tiene relación con el equipo de DC Comics).
  - Un grupo similar aparece brevemente en Scooby-Doo y la máscara de Fabulman, aunque con Superthug y Fishface amalgamados en un solo personaje, mientras que el Worm es reemplazado por la forma Ironface de la Dama Serpiente y la Rata del Pantano.